# Manaíra (praia)
Vista da praia de Manaíra

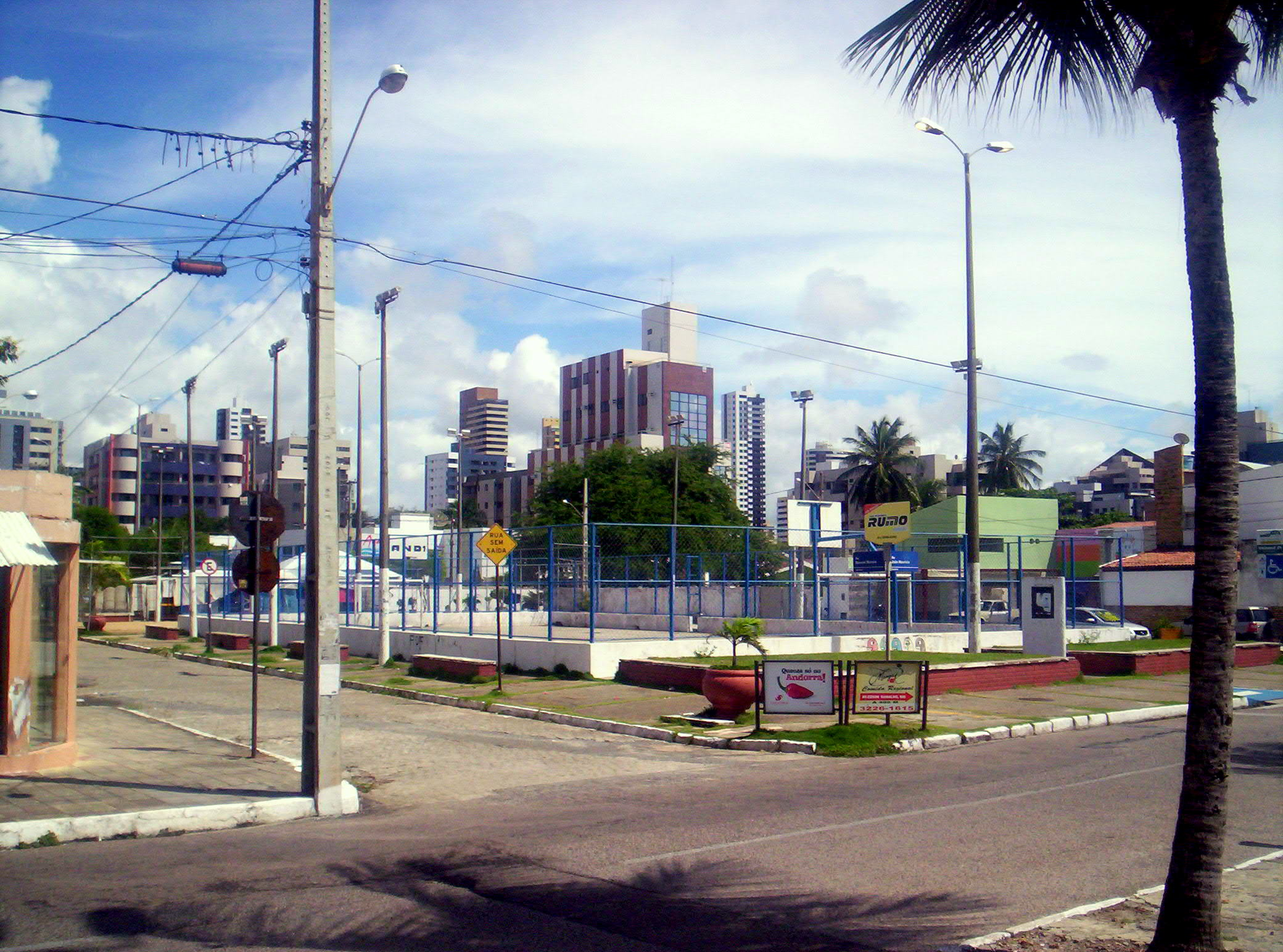
Quadra de Manaíra de frente para o mar

Manaíra é uma praia de João Pessoa, no estado brasileiro da Paraíba, localizada no bairro homônimo.

## Características
Apresenta ondas fracas por conter a alguns metros mar adentro recifes. Em virtude de suas águas claras no verão, é indicada a banhistas mais durante as marés baixas.
A praia tem uma estreita faixa de areia na divisa das praias de Manaíra e Tambaú, enquanto que em direção à praia de Jardim Oceania (Bessa) vai se alargando até o seu final.

## Reurbanização
Existiam vários quiosques comerciais ao longo do calçadão da orla (Avenida João Mauricio) anteriormente, os quais foram retirados, restando somente alguns no largo da gameleira.

Atualmente o calçadão da orla está passando por uma revitalização, com a retirada total dos pisos antigos, que já estavam bem deteriorados pelo tempo. Além disso, a prefeitura está recuperando bancos, fazendo a troca de postes com uma nova iluminação ornamental e alguns melhoramento na parte do jardim, sendo ainda prevista uma ciclovia.
A praia conta ainda com restaurantes, hotéis, pousadas e uma galeria chamada «Center Gameleira», assim como o Mag Shopping. Na quadra de Manaíra pode-se praticar esportes.
No bairro de Manaíra, a 800 metros do mar, localiza-se ainda o Manaíra Shopping. Construído em 1989, detém uma área de 23.843 m².
| Oceano Atlântico                             |                                 |                                              |
| precedida por: Praia do Bessa ( João Pessoa) | Praia de Manaíra ( João Pessoa) | sucedida por: Praia de Tambaú ( João Pessoa) |